# سینتیا باند
سینتیا باند (انگلیسی: Cynthia Bond؛ زادهٔ ۲۴ آوریل ۱۹۶۱) رمان‌نویس اهل ایالات متحده آمریکا است. او در سال ۲۰۱۶ با رمان روبی نامزد جایزه ادبیات داستانی زنان شد.